# Wolfgang Tiefensee

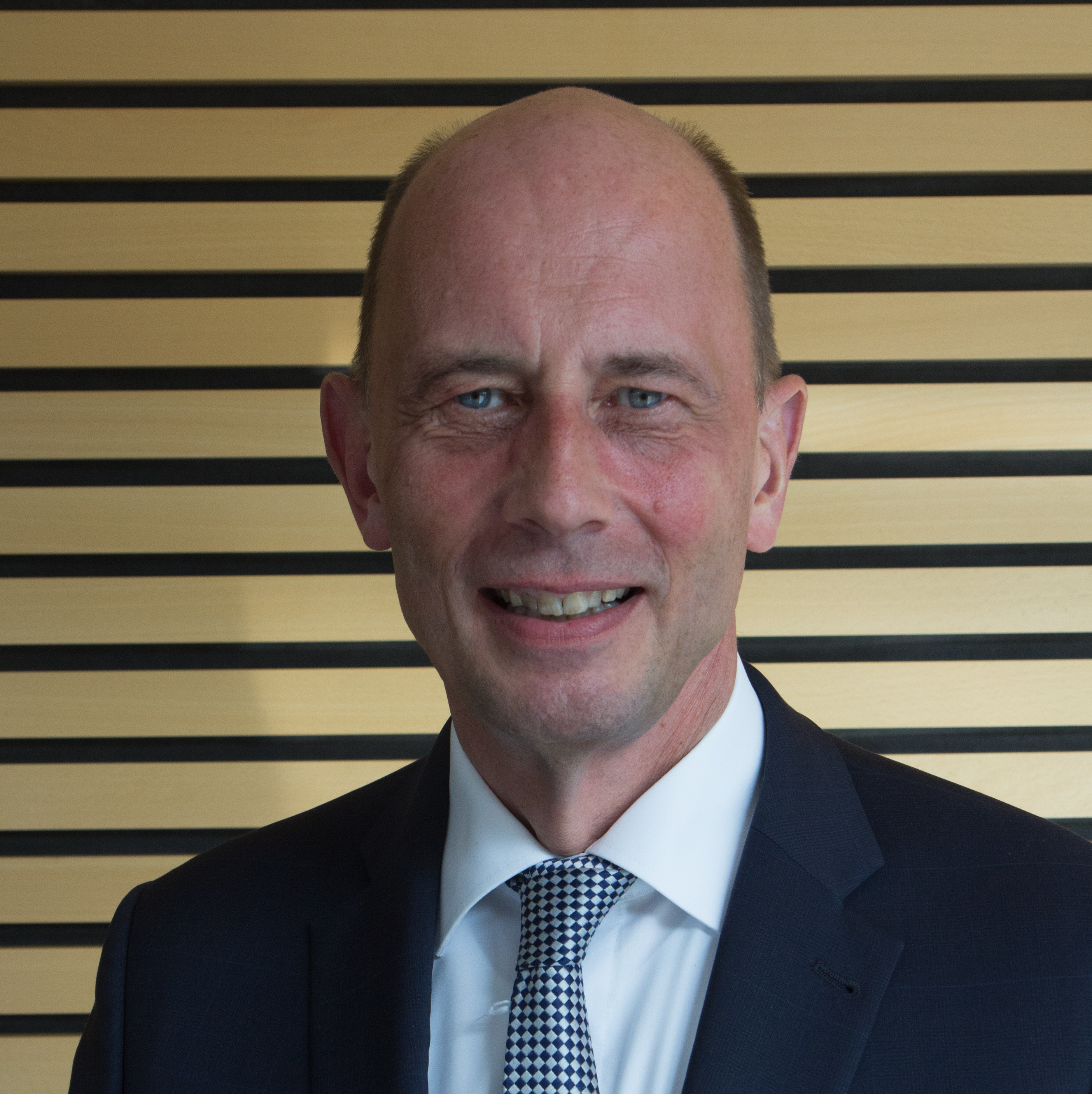
Wolfgang Tiefensee

Wolfgang Erwin Bernhard Tiefensee, född den 4 januari 1955 i Gera, är en tysk politiker (SPD) och sedan 2005 Tysklands trafik-, bygg- och stadsutvecklingsminister.
Från 1998 till 2005 var han Leipzigs Oberbürgermeister och från 2005 till 2009 Tysklands minister för trafik, byggande och stadsutveckling (infrastrukturminister) samt förbundsregeringens representant för Tysklands nio delstater i Angela Merkels första ministär.